# Sinner (álbum de Drowing Pool)
Sinner es el álbum debut de la banda de rock Drowning Pool. Fue lanzado el 5 de junio de 2001 y es considerado el álbum de mayor éxito de la banda ya que alcanzó el platino en solo seis semanas llevándolos a la fama. Además, es reconocido por su exitoso sencillo "Bodies" el cual es considerado por los fanáticos de la banda como la mejor canción del grupo. Cabe destacar que dicha canción es utilizada por los interrogadores de los campos de detención en Bahía de Guantánamo[cita requerida].
Existe un demo homónimo y un EP anterior a esta placa llamado Pieces of Nothing que contiene algunas versiones regrabadas y otras inéditas. Este material fue grabado por Dave Williams antes de que falleciera por una insuficiencia cardíaca[cita requerida]. El álbum debutaría en el número #14 del Billboard 200.

## Listado de canciones
1. "Sinner" - 2:28
2. "Bodies" - 3:22
3. "Tear Away" - 4:14
4. "All Over Me" - 3:14
5. "Reminded" - 3:24
6. "Pity" - 2:53
7. "Mute" - 3:21
8. "I am" - 3:50
9. "Follow" - 3:21
10. "Told You So" - 3:07
11. "Sermon" - 4:20

## Posicionamiento en listas y certificaciones
| Lista (2001)                             | Mejor posición |
| ---------------------------------------- | -------------- |
| Estados Unidos (Billboard 200)           | 14             |
| Reino Unido (UK Albums Chart)            | 70             |
| Nueva Zelanda (New Zealand Album Charts) | 18             |

| País           | Organismo certificador | Certificación    | Ref.  |
| -------------- | ---------------------- | ---------------- | ----- |
| Estados Unidos | RIAA                   | Disco de Platino | [ 6 ] |

## Miembros
1. Dave Williams. - Voz
2. C. J. Pierce - Guitarra rítmica
3. Stevie Benton - Bajo
4. Mike Luce - Batería